# Younan Nowzaradan
Younan Nowzaradan, persisch یونان نوذرادان (* 11. Oktober 1944 in Teheran), auch bekannt als Dr. Now (ausgesprochen [ˈdɑːktɚ noʊ]), ist ein iranisch-amerikanischer Chirurg und Autor. Er ist spezialisiert auf Gefäß- und Adipositaschirurgie. Bekanntheit erlangte er durch die Fernsehserie Mein Leben mit 300 kg, in der er extrem übergewichtige Menschen beim Abnehmen unterstützt und begleitet.

## Karriere
Nowzaradan stammt aus dem Iran. 1970 promovierte er an der Universität Teheran mit einem Doktortitel in Medizin. 1971 nahm er am Medical Orientation Program an der Saint Louis University teil und beendete 1975 eine 4-jährige allgemeinchirurgische Ausbildung im St. Johns Hospital in Detroit.
1976 trat Nowzaradan einer Gemeinschaft von Herzkranzgefäßchirurgen am Texas Heart Institute bei, nachdem der bekannte Herzchirurg Denton Cooley auf ihn und seine Arbeit aufmerksam geworden war.
1986 gründete Nowzaradan gemeinsam mit drei weiteren Ärzten ein Gesundheitszentrum für Allgemeinmedizin und Chirurgie. Anfangs konzentrierte er sich selbst auf die chirurgischen Eingriffe, übernahm aber später auch den allgemeinmedizinischen Bereich, als seine Mitgründer nach und nach in den Ruhestand gingen. Zusätzlich zur intensiven chirurgischen Arbeit in seinem Gesundheitszentrum führte Nowzaradan auch Operationen in anderen medizinischen Einrichtungen durch. Als Allgemein- und Gefäßchirurg war er der erste Arzt in Houston, der die Vorteile der laparoskopischen Chirurgie für Eingriffe, für die dieses Verfahren bisher nicht vorgesehen war, erkannte, erforschte und durchführte.
Nowzaradan hat sich in seiner langjährigen Praxis mit vielen seltenen und komplizierten medizinischen Fällen befasst, insbesondere mit Patienten mit schwerer Adipositas, die von anderen Chirurgen aufgrund ihres sehr hohen Körpergewichts von teilweise deutlich über 300 Kilogramm abgelehnt worden waren.
Nowzaradan führt heute neben Magenbypass-Operationen auch viele allgemeine, vaskuläre und auch plastische Eingriffe in Form von Entfernung überschüssiger Haut durch.

## Leben
Seit 1971 lebt Nowzaradan in den Vereinigten Staaten. Derzeit lebt er in Houston im US-Bundesstaat Texas. Er ist dort als Adipositaschirurg in verschiedenen Krankenhäusern tätig. Er ist Mitglied in zahlreichen Vereinigungen und Stiftungen, u. a. bei der American Medical Association, der American Society for Metabolic & Bariatric Surgery und der Texas Medical Association.
1975 heiratete er seine Frau Delores, mit der er drei Kinder hat. Gemeinsam mit seinem Sohn Jonathan Nowzaradan (* 1978) und dessen Produktionsfirma Megalomedia produziert er die Serie Mein Leben mit 300 kg. 2002 ließ seine Frau sich von ihm scheiden.
2015 wurde Nowzaradan von einer ehemaligen Patientin verklagt, er habe vergessen, ein 29 cm langes Metallrohr, welches er für eine Magenband-OP verwendete, aus ihr zu entfernen. Die Klage wurde vom Gericht abgewiesen.

## Publikationen
- 2015: Last Chance to Live. ISBN 978-0-99722-520-4.
- 2019: The Scale Does Not Lie, People Do. ISBN 978-0-99722-521-1.